# 다다 (기업)
다다는 대한민국의 수도꼭지, 샤워기 전문 제조 회사이다. 대한민국에서 '이공사'라는 이름으로 처음으로 수도꼭지를 개발, 생산하기 시작했으며 1970~1980년대에는 '물개표'라는 상표를 사용하다가 1993년에 현재의 상호인 '다다'로 이름을 변경하였다. 1994년 9월에는 재무구조를 바탕으로 주식 장외시장에 고가로 등록되어 10만원까지 거래되기도 하였으나 코스닥에 잔류할 이득이 없다는 이유로 1999년 시장에서 자발적으로 탈퇴했다.
현재 대한민국에서 수전업계 상위 5개 업계에 속하는 것으로 알려져 있으며 환경에 집중한 제품 개발과 경영으로 대한민국 환경부장관상과 국무총리상을 수상받기도 했다. 이 회사의 설립자이자 회장인 이상희는 양강초등학교, 영동고등학교, 한국항공대학교에 장학금을 지원하고 있다.
본사는 서울특별시 마포구에, 공장은 경기도 안산시 단원구에 위치하고 있다.